# Blossom Cup
El Blossom Cup (en chino simplificado, 宝珊杯; pinyin, Baoshan bei; pe̍h-ōe-jī, PO-san poe) es un torneo de tenis profesionales  para mujeres sobre pistas duras al aire libre. El evento se clasifica como torneo ITF de $ 50,000 y se ha celebrado anualmente en Quanzhou, China, desde 2009.

## Palmarés

### Individuales
| Año                    | Campeón                 | Finalista               | Resultado           |
| ---------------------- | ----------------------- | ----------------------- | ------------------- |
| ↓ Torneos de $25,000 ↓ |                         |                         |                     |
| 2009                   | Sophie Ferguson         | Chan Yung-jan           | 6–3, 6–1            |
| ↓ Torneos de $50,000 ↓ |                         |                         |                     |
| 2010                   | Aleksandra Krunić       | Zhou Yimiao             | 6−3, 7−5            |
| 2011                   | Lu Jingjing             | Stéphanie Foretz        | 3–6, 7–6(2), 6–3    |
| 2012                   | Kimiko Date-Krumm       | Tímea Babos             | 6–3, 6–3            |
| 2013                   | Varatchaya Wongteanchai | Nadiya Kichenok         | 6–2, 6–7(5), 7–6(5) |
| 2014                   | Zarina Diyas            | Noppawan Lertcheewakarn | 6–1, 6–1            |
| 2015                   | Elizaveta Kulichkova    | Jeļena Ostapenko        | 6–1, 5–7, 7–5       |
| 2016                   | Wang Qiang              | Liu Fangzhou            | 6–2, 6–2            |
| ↓ Torneos de $60,000 ↓ |                         |                         |                     |
| 2017                   | Bandera de ?            | Bandera de ?            |                     |

### Dobles
| Año                    | Campeones                       | Finalistas                             | Resultado           |
| ---------------------- | ------------------------------- | -------------------------------------- | ------------------- |
| ↓ Torneos de $25,000 ↓ |                                 |                                        |                     |
| 2009                   | Han Xinyun Kao Shao-yuan        | Hao Jie Sun Tiantian                   | 1–6, 6–2, [10–6]    |
| ↓ Torneos de $50,000 ↓ |                                 |                                        |                     |
| 2010                   | Liu Wanting Zhou Yimiao         | Yuliya Beygelzimer Yan Zi              | 6–1, 6–2            |
| 2011                   | Liu Wanting Sun Shengnan        | Yuliya Beygelzimer Oksana Kalashnikova | 6–3, 6–2            |
| 2012                   | Chan Hao-ching Rika Fujiwara    | Kimiko Date-Krumm Zhang Shuai          | 4–6, 6–4, [10–7]    |
| 2013                   | Irina Buryachok Nadiya Kichenok | Liang Chen Sun Shengnan                | 3–6, 6–3, [12–10]   |
| 2014                   | Chan Chin-wei Xu Yifan          | Sun Ziyue Xu Shilin                    | 7–6(4), 6–1         |
| 2015                   | Eri Hozumi Makoto Ninomiya      | Hiroko Kuwata Junri Namigata           | 6–3, 6–7(2), [10–2] |
| 2016                   | Shuko Aoyama Makoto Ninomiya    | Lu Jingjing Zhang Yuxuan               | 6–3, 6–0            |
| ↓ Torneos de $60,000 ↓ |                                 |                                        |                     |
| 2017                   | Han Xinyun Ye Qiuyu             | Hiroko Kuwata Zhu Lin                  | 6–3, 6–3            |